# Vladimír Malý
Vladimír Malý (27 giugno 1952) è un ex altista cecoslovacco.

## Palmarès

### Europei indoor
- 1 medaglia:
  - 1 oro (Katowice 1975)